# Dominik Savio
Dominik Savio (ur. 2 kwietnia 1842 w Riva di Chieri w okolicy Turynu, zm. 9 marca 1857 w Mondonio) – święty Kościoła katolickiego.

## Życiorys
Dominik Savio został ochrzczony w dniu narodzin, w Riva Di Chieri. Jego rodzicami byli: Karol Savio – rzemieślnik i Brygida Gajato – wiejska krawcowa. Niebawem ojciec wraz z rodziną przeniósł się do wioski Murialdo. Dominik uczęszczał do szkółki prowadzonej przez miejscowego proboszcza, a potem do szkoły w Castelnuovo d'Asti. Już w wieku 5 lat służył do Mszy Świętej. Znaczna odległość do kościoła oraz trudne warunki pogodowe nie przeszkadzały mu w posłudze oraz modlitwie. Zapytany czy nie boi się chodzić sam tak daleko, odpowiedział: 

„Nie jestem sam. Jest ze mną Najświętsza Maria Panna i mój Anioł Stróż.”

Dnia 8 kwietnia 1849 w Wielkanoc przyjął pierwszą komunię. Ze strony księdza proboszcza był to akt odwagi, gdyż w owych czasach panowało przekonanie, że do sakramentów pokuty i ołtarza należy dopuszczać w wieku znacznie późniejszym.
Dominik Savio pewnego dnia po generalnej spowiedzi i po komunii napisał akt ofiarowania się Matce Bożej Niepokalanej i złożył go na jej ołtarzu: 

„Maryjo, ofiaruję Ci swoje serce. Spraw, aby zawsze było twoim. Jezu i Maryjo bądźcie zawsze moimi przyjaciółmi. Błagam Was, abym raczej umarł, niż bym miał przez nieszczęście popełnić choć jeden grzech.”

W wieku 12 lat został przyjęty przez Jana Bosko do oratorium na Valdocco. W 1856 r. wraz z kilkoma przyjaciółmi założył Towarzystwo Niepokalanej, grupę chłopców zaangażowanych w młodzieńczy apostolat dobrego przykładu.
Dominik był znany w Oratorium jako osoba gorliwie praktykująca i nie zaniedbująca okazji do modlitwy. Otrzymał dar kontemplacji, ekstazy i inne nadprzyrodzone dary.
Późną jesienią 1856 roku, Dominik Savio zaczął chorować. Jan Bosko wezwał lekarza, który stwierdził bardzo zaawansowaną chorobę płuc. Kiedy Dominik żegnał Jana Bosko i kolegów, ze łzami w oczach powiedział: „Ja już tu nie wrócę.” – tak też się stało. Męczył się jeszcze kilka miesięcy. 9 marca 1857, zaopatrzony sakramentami, kiedy ojciec czytał mu modlitwy o dobrą śmierć, chłopiec zawołał: „Do widzenia, ojcze! Do widzenia! O, jakie piękne rzeczy widzę!”, po czym zmarł.

## Relikwie
Relikwie świętego znajdują się w Turynie w bazylice Najświętszej Maryi Panny Wspomożenia Wiernych w pobliżu relikwii św. Jana Bosko.

## Patronat
Jest patronem dzieci i młodzieży, ministrantów, matek w stanie błogosławionym (szczególnie w ciąży zagrożonej) oraz małżeństw starających się o potomstwo.
Jego imię nosi wiele szkół podstawowych i ponadpodstawowych w Polsce, jak np. Collegium Gostynianum w Lublinie, czy Publiczne Liceum Ogólnokształcące Sióstr Salezjanek im. Świętego Dominika Savio w Krakowie czy Zespół Szkół Salezjańskich imienia Św. Dominika Savio w Ostródzie. Został także wybrany patronem Międzynarodowej Federacji Pueri Cantores.
W Polsce jego wezwanie nosi kościół filialny w Morzyczynie (parafia Kobylanka).

## Proces beatyfikacyjny i kanonizacyjny
W 1933 papież Pius XI nazwał go „małym świętym” i „gigantem ducha”. W 1950 papież Pius XII ogłosił go błogosławionym, a 12 czerwca 1954 został kanonizowany.

## Dzień obchodów
Wspomnienie liturgiczne w Kościele katolickim obchodzone jest w dies natalis (9 marca), a także 5 maja (wśród Rodziny Salezjańskiej).